# Limosina maculata
Limosina maculata är en tvåvingeart som beskrevs av Vanschuytbroeck 1950. Limosina maculata ingår i släktet Limosina och familjen hoppflugor.
Artens utbredningsområde är Kongo. Inga underarter finns listade i Catalogue of Life.